# Megaselia definita
Megaselia definita är en tvåvingeart som beskrevs av Borgmeier 1969. Megaselia definita ingår i släktet Megaselia och familjen puckelflugor. Inga underarter finns listade i Catalogue of Life.